# Tarphius wollastoni
Tarphius wollastoni is een keversoort uit de familie somberkevers (Zopheridae). De wetenschappelijke naam van de soort werd in 1867 gepubliceerd door George Robert Crotch.